# Haplochromis teegelaari
Haplochromis teegelaari је зракоперка из реда Perciformes и фамилије Cichlidae.

## Угроженост
Ова врста је изумрла, што значи да нису познати живи примерци.

## Распрострањење
Ареал врсте је био ограничен на три државе. Врста је пре изумирања била присутна у Кенији, Танзанији и Уганди.

## Станиште
Ранија станишта врсте су била слатководна подручја.